# Rubus xanthocarpus
Espèce
Classification APG III (2009)
Rubus xanthocarpus est une espèce de plantes à fleurs de la famille des Rosaceae native de l'ouest de la Chine. Cette espèce à feuilles caduques forme un sous-arbrisseau épineux de 45 à 60 cm en tous sens, aux feuilles composées de trois à cinq folioles lancéolées, d'environ 6 cm de longueur. Portées en bouquets, les petites fleurs blanches (2,5 cm de diamètre) laissent place à des fruits jaune d'or de 12 mm de diamètre. Ces fruits sont comestibles, de goût comparable aux framboises ; ils peuvent être consommés crus, en confitures ou en vin.
L'espèce est vivace dans les zones 6-10.